# Jacques Louis Randon
Jacques Louis César Alexandre, comte Randon, communément appelé le maréchal Randon, né le 5 germinal an III (25 mars 1795) à Grenoble et mort le 16 janvier 1871 à Genève, est un général de division et homme politique français, élevé à la dignité de maréchal de France.
Il se distingue lors des dernières campagnes des guerres napoléoniennes puis lors de la conquête de l'Algérie. Il est gouverneur de l'Algérie de 1851 à 1858, période au cours de laquelle il achève la conquête, conçoit l’organisation administrative, engage le développement économique et jette les bases de l’Algérie moderne. Nommé sénateur du Second Empire en 1852, grand-croix de la Légion d'honneur en 1853, élevé à la dignité de maréchal de France en 1856, il est ministre de la Guerre de 1859 à 1867.

## Biographie

### Famille
Le comte Randon est issu d'une famille protestante originaire de l'Hérault. Fils de Jacques Randon (1756-1814), marchand de toile isérois, et de Louise Dejean (1770-1855), Jacques Louis Randon est, par sa mère, le neveu par alliance de Jean Gabriel Marchand, général d'Empire. Sa mère est également la cousine germaine d'Antoine Barnave. Élève du lycée de Grenoble, il vit ses moments de liberté dans la propriété de son oncle le général, à Saint-Ismier, où il pratique l'équitation.
Il épouse en premières noces, le 18 mars 1830 à Paris IXe, Augustine Clotilde Perier (1806-1832), fille du député du Loiret Alexandre Perier, et nièce de Casimir Perier, président du Conseil pendant la monarchie de Juillet, et grand-père de Jean Casimir-Perier, président de la République. De cette union nait une fille, Claire (1831-1892), qui épouse à Alger en 1851 le futur général de division Jules Victor Anatole de Salignac-Fénelon (1816-1878).
Veuf depuis 1832, Jacques Louis Randon se remarie le 3 octobre 1849 à Hermaville (Pas-de-Calais) avec Constance Edwige Zénaïde Suin (1811-1891), dont il a une fille, Marthe, décédée en 1863.

### Engagement et campagnes de 1812 à 1814
Engagé à seize ans, il rejoint son oncle à Varsovie ; il est nommé sergent le 11 avril 1812. Lors de la campagne de Russie, sa conduite à la bataille de la Moskowa lui vaut le grade de sous-lieutenant. Il vit les souffrances de la retraite de Russie puis fait la campagne de 1813. Blessé deux fois à Lützen, il combat néanmoins à Bautzen, puis à Leipzig en qualité d'aide de camp de son oncle. En 1814, il le suit dans les Alpes pour défendre la Savoie et le Dauphiné. Il est fait chevalier de la Légion d'honneur en octobre.

### Les Cent-Jours (1815)
En 1815, il est toujours aide-de-camp de son oncle qui, au service maintenant de Louis XVIII, commande la 7e division militaire (Grenoble) et reçoit le grade de capitaine.

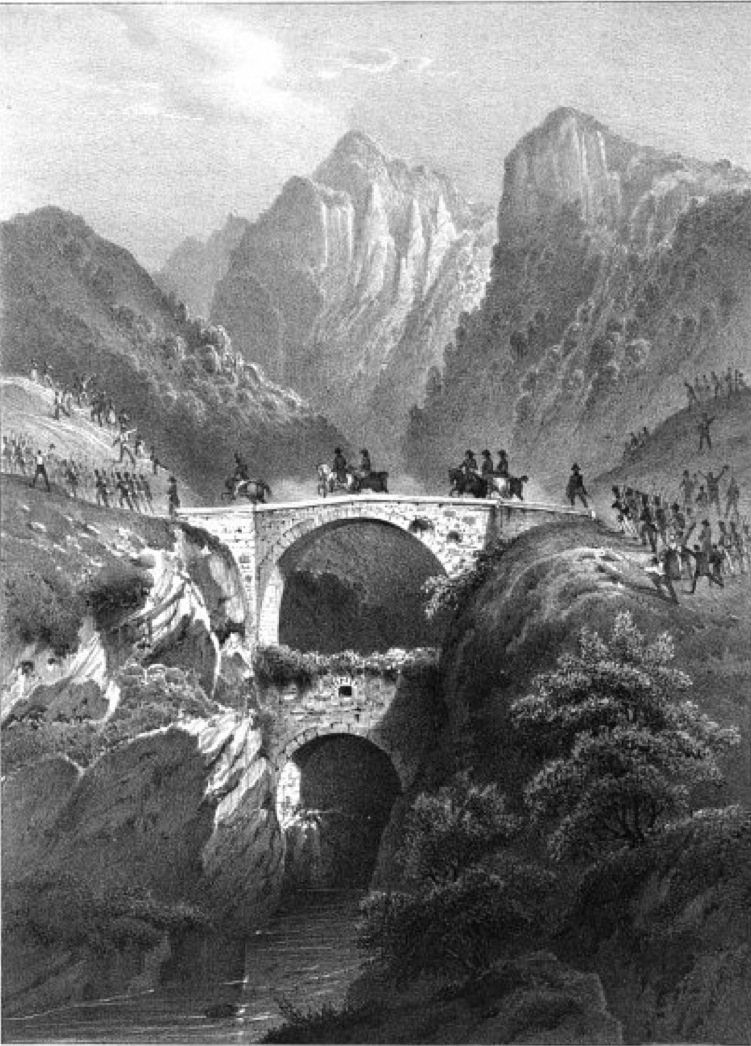
Le pont du Ponthaut par Victor Cassien, (1808 - 1893).

Au retour de Napoléon de l’île d’Elbe, il est envoyé au défilé de Laffrey où il cherche vainement à inciter l’officier supérieur chargé de s’opposer au passage de l’empereur, le commandant du 5e de ligne, à appliquer les ordres et à ouvrir le feu sur « l’usurpateur ». Non seulement, il n'est pas entendu, mais doit s’enfuir pour échapper aux cavaliers de l’empereur. Cependant, comme son oncle, il se rallie vite au vainqueur, participe à la campagne de Belgique et est blessé à la bataille de Ligny.

### Conquête de l'Algérie (1838-1847)
Après les Cent-Jours, son avancement est stoppé. Il sert dans les chasseurs de la Meuse et de la Sarthe d’octobre 1816 à octobre 1822.
Il doit attendre la monarchie de Juillet pour poursuivre sa progression dans la hiérarchie militaire.
Il devient successivement chef d'escadron en septembre 1830, officier de la Légion d’honneur en novembre 1832, lieutenant-colonel au 9e chasseurs en mars 1835 puis colonel du 2e chasseurs d’Afrique en avril 1838 en Algérie où il va rester jusqu'en 1847.
Il est nommé maréchal de camp (général de brigade) en septembre 1841 puis,
promu commandeur de la Légion d’honneur en juin 1844, il reçoit le commandant la subdivision de Bône, qu'il conserve jusqu'à sa nomination au grade de lieutenant général (général de division) en avril 1847.
De retour en France, il devient directeur des affaires de l’Algérie au ministère de la Guerre en mars 1848 puis, en juin, il est nommé commandant de la 3ᵉ division militaire à Metz.
Il est fait grand officier de la Légion d’honneur le 26 août 1850.

### Ministre de la Guerre (1851)
Il devient une première fois, en 1851, ministre de la Guerre, et est remplacé par le maréchal Armand Jacques Leroy de Saint-Arnaud dans la perspective du coup d'État du 2 décembre 1851.

### Gouverneur de l'Algérie (1851-1858)

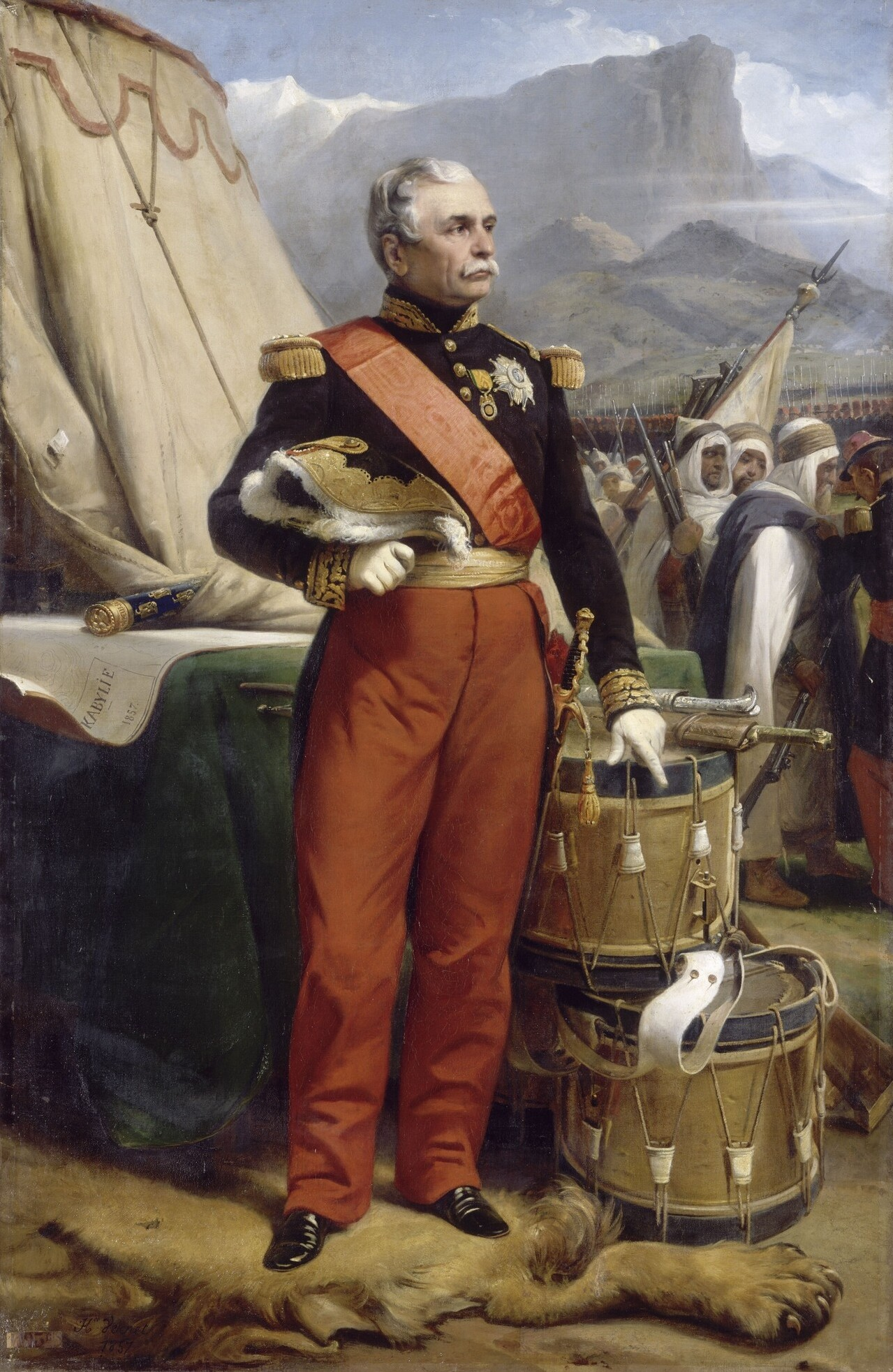
Portrait illustrant le général Randon, vainqueur en Kabylie en 1857 pendant la période coloniale en Algérie.

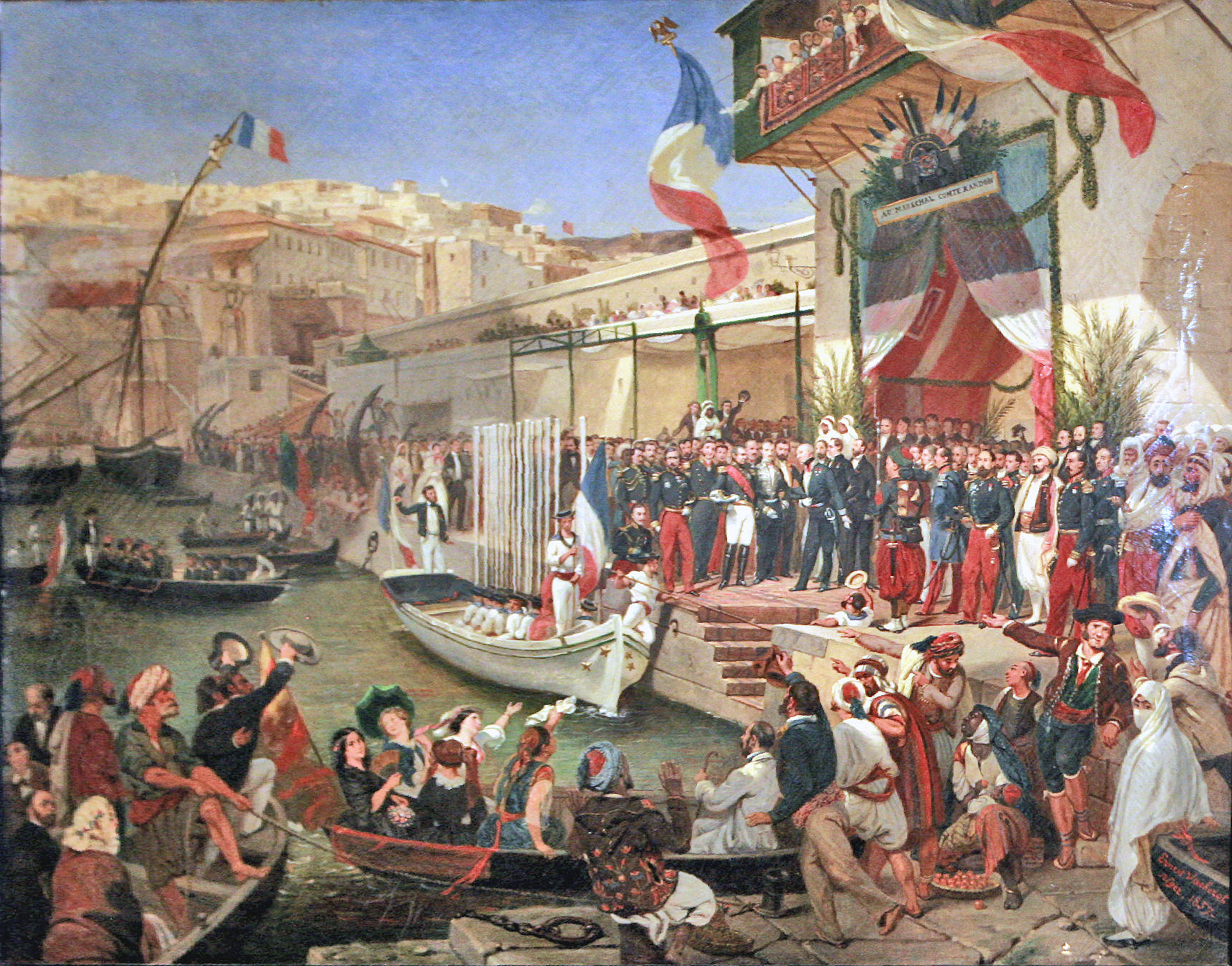
Arrivée du maréchal Randon à Alger en 1857.

Il retourne en Algérie, en qualité de gouverneur général, le 11 décembre 1851, jusqu’à la création du ministère de l’Algérie et des Colonies le 24 juin 1858.
Son administration est marquée par d’importantes expéditions militaires. Pour ne parler que des principales, l’expédition des Babors qui brise en 1852 l’indépendance de la Kabylie orientale ; en 1854 les opérations sur le Sebaou, puis l'expédition de 1857 et soumet à la France toutes les tribus comprises entre le Sebaou, Dellys et Bougie. Enfin la conquête de la Kabylie du Djurdjura qui lui vaut le bâton de maréchal en 1856. Dans le sud, la prise de Laghouat et de Tuggurt, la soumission des Beni-M’zab et celle du Souf, reculent les limites de l’Algérie jusqu’au grand désert.
Il révèle ses dons d'administrateur avec la création de sous-préfectures, d'un collège arabe, d'écoles de médecine, construction par l'armée de six mille kilomètres de routes, d'aqueducs, de ponts, de puits artésiens, exploitation des mines et des forêts, rénovation de l'agriculture, concession d'un réseau de chemins de fer.
Décoré de la médaille militaire le 13 juin 1852, Randon reçoit l'investiture du titre de comte de son oncle, le général Marchand, mort sans postérité. Il est aussi nommé sénateur du Second Empire en décembre puis fait grand-croix de la Légion d’honneur le 24 décembre 1853. En mars 1856, il est fait maréchal en même temps que Bosquet et Canrobert.

### Ministre de la Guerre (1859-1867)
Rentré en France, en 1859, il remplace Vaillant au ministère de la Guerre. Il fait alors du jeune industriel Hector de Sastres le principal fournisseur des armées et contribue ainsi à la fortune de cette famille. En conflit avec l'Empereur quant à l'augmentation des effectifs de l'armée, il est lui-même remplacé par Adolphe Niel en 1867. La même année, il abjure le protestantisme et se convertit au catholicisme.

### Dernières années
Quand éclate la guerre de 1870, sa santé ne lui permettant pas d’y prendre part, le maréchal Randon accepte de revenir comme gouverneur en Algérie ; mais trop affaibli, il doit démissionner de ses fonctions avant même de les avoir exercées.
En 1870, Randon est gravement malade. Il fait une cure à Évian, puis obtient l'autorisation de poursuivre ses soins à Genève.
Miné par les tourments que lui causent les désastres militaires de l'armée et l'effondrement de l'Empire, il meurt le 13 janvier 1871. Une cérémonie funèbre a lieu à Genève le 17 janvier et le 11 octobre 1871, le corps arrive à Saint-Ismier. Les funérailles ont lieu le lendemain. Patrice de Mac Mahon y représente le gouvernement.
Ses Mémoires sont publiés en 1875-1877.
Les papiers personnels du maréchal Jacques Louis Randon sont conservés aux Archives nationales sous la cote 249AP.
Il est enterré au cimetière de Saint-Ismier avec les honneurs de la 3eme république, et non dans la Chapelle Notre-Dame-de-la-Vallée, nommée aussi  chapelle du Maréchal Randon, édifiée en 1865 dans le parc du château  de Saint-Ismier. Aujourd'hui désacralisée, elle peut symboliser le lien entre la religion catholique et musulmane مسلم .  

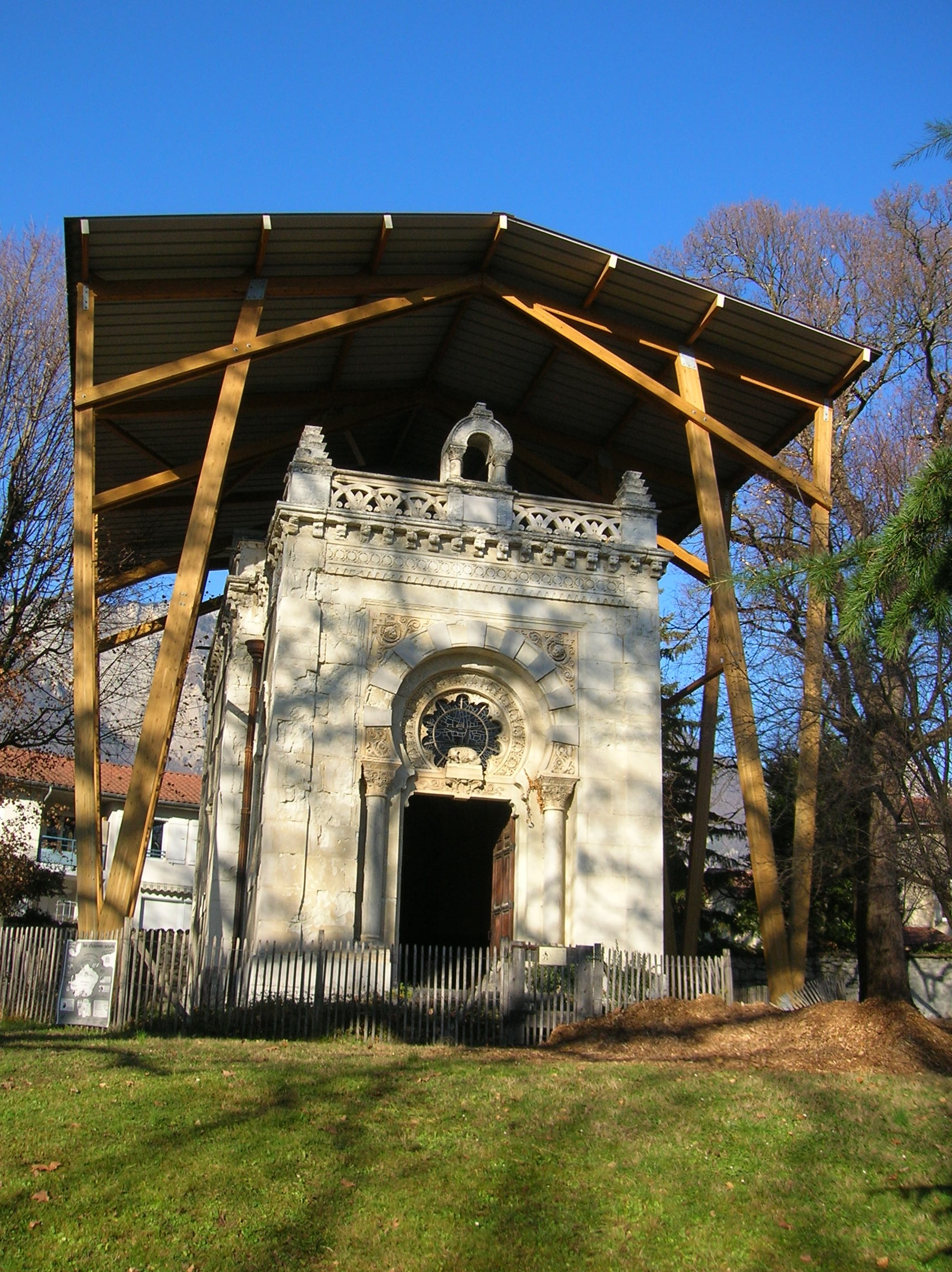
La chapelle du maréchal Randon.
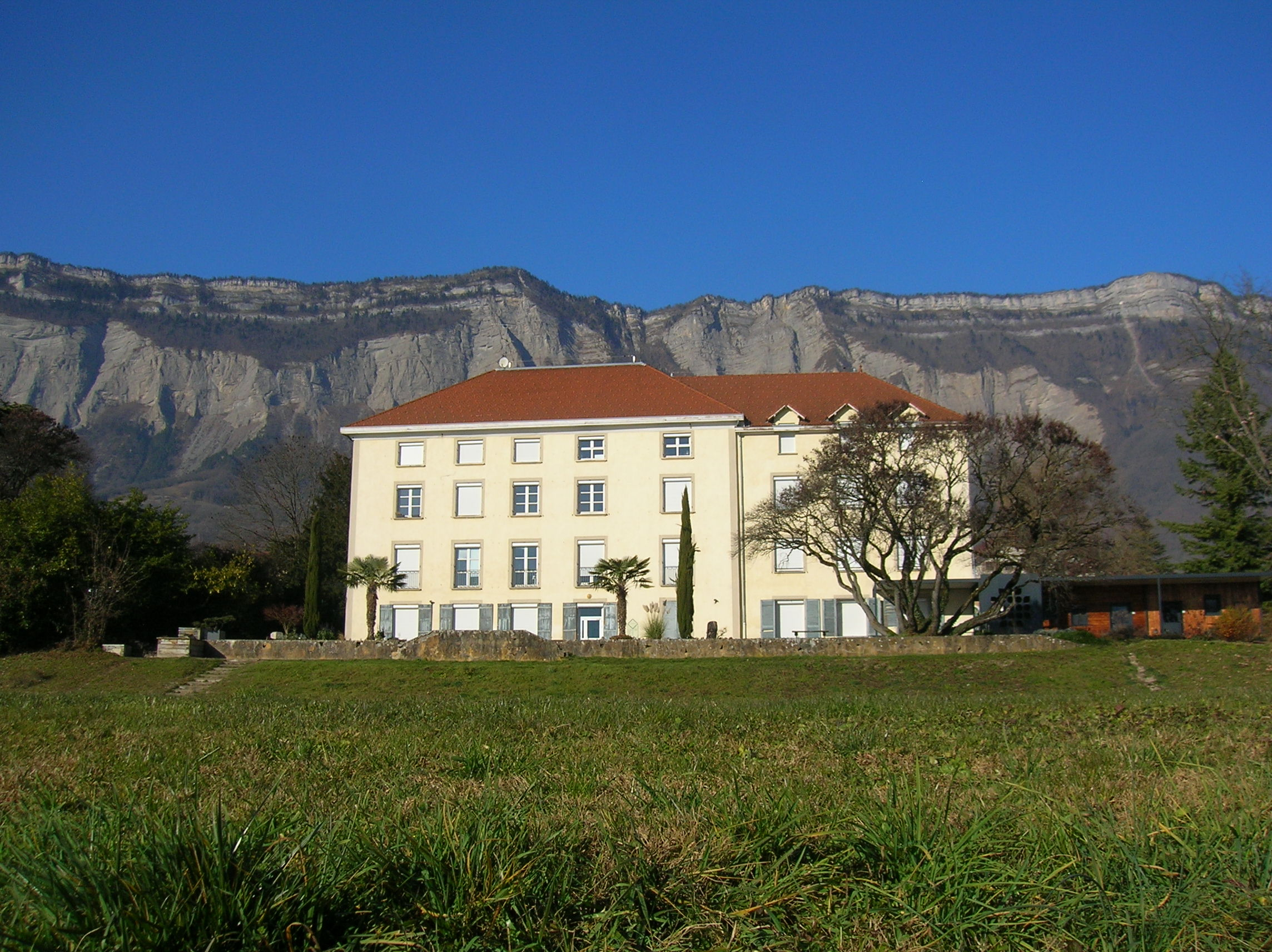
Le château Randon à Saint-Ismier.

## Hommages
Son nom a été donné à la principale avenue de Grenoble dans le quartier de l'Île-Verte et au lycée horticole de Saint-Ismier.
Une stèle commémorative, élevée en avant de la porte nord-ouest de la ville de Bône, lors de l’ouverture de la route de l’Edough, au cours des premiers mois de 1842, est depuis 1963 installée dans les jardins du musée de la Légion étrangère à Aubagne. Haute de près de 4,25 m, elle porte les inscriptions suivantes : « Route de l’Edough – Randon - Général – Artillerie – 10e Rgt de Génie – 3e Rgt – 31e Léger – Zouaves – Légion étrangère – 1842 ».

## Distinctions
- Marechal de france (1856)

## Décorations
- Grand-croix de la Légion d'honneur (24 décembre 1853)
  - Grand officier (1850)
  - Commandeur (1844)
  - Officier (1832)
  - Chevalier (1814)
- Médaille militaire (13 juin 1852)

## Blason
« Le blason de Jacques-Louis-César-Alexandre Randon figure sur un vitrail de l'église d'Hermaville (62), en Artois, car il avait épousé en 1849 une fille du pays : Constance Suin (1811-1891). Blason : écartelé au 1er des comtes militaires de l’Empire, aux 2 et 3 d’hermine plain, au 4 d’azur à trois épis de blé d’or chacun feuillé de deux pièces du même rangés en fasce. Devise, sur un ruban d’or : « Fais le bien, la vie est courte », deux bâtons de maréchal en sautoir (aux aigles), couronne de comte ; pas de décoration représentée. » Jacques Dulphy.

#### Sources contemporaines
- « Jacques Louis Randon », dans Charles Mullié, Biographie des célébrités militaires des armées de terre et de mer de 1789 à 1850, 1852 [détail de l’édition]
- « Jacques Louis Randon », dans Adolphe Robert et Gaston Cougny, Dictionnaire des parlementaires français, Edgar Bourloton, 1889-1891 [détail de l’édition]

#### Sources modernes
- Éric Anceau, « Jacques Louis César Alexandre, comte Randon » in Les ministres de la Guerre, 1792-1870, Presses universitaires de Rennes, 2018, pp. 419-425. Lire en ligne